# Anaïs Taracena
Anais Taracena (Guatemala) es una cineasta documental y productora guatemalteca. Sus trabajos se han proyectado en festivales internacionales, universidades y comunidades. Su largometraje "El silencio del topo" ha obtenido 25 premios internacionales en festivales de cine.

## Formación
Graduada de máster en ciencias políticas, ha colaborado de forma independiente como fotógrafa y realizadora audiovisual con organizaciones de derechos humanos. Como gestora cultural ha trabajado con colectivos impartiendo talleres y encuentros para promover el cine y el audiovisual.
"El silencio del Topo" su ópera prima, ganó el Biznaga de Plata a mejor documental en el Festival de Cine Málaga (España), Tim Hetherington Award en Sheffield Doc Fest (UK),  Special Jury Prize en el Jeonju International Film Festival 2022 (Corea del Sur), Premio Coral Especial en el Festival de Cine de La Habana (Cuba), entre otros premios.

## Filmografía
| Título                    | Año  | Duración   | Producido                      |
| ------------------------- | ---- | ---------- | ------------------------------ |
| De tripas corazón         | 2011 | 15 minutos |                                |
| Desenredar el ser         | 2018 | 8 minutos  | Plaza Pública                  |
| Entre voces               | 2018 | 8 minutos  | Plaza Pública                  |
| Los médicos de la montaña | 2019 | 26 minutos |                                |
| Dos Ríos                  | 2022 | 44 minutos | Codirección con Laura Bermúdez |

| Título               | Año  | Duración   | Comentarios |
| -------------------- | ---- | ---------- | ----------- |
| El Silencio del Topo | 2021 | 92 minutos | Opera Prima |
|                      |      |            |             |

## Premios
- Premio especial de Jurado Festival de Cine Latinoamericano Retama 2023, Perú, (El silencio del Topo)
- Premio del Público Festival de Cine Salvaje 2023, Colombia (El silencio del Topo)
- Nominada a los Premios Platino 2023 a mejor película documental (El silencio del Topo)
- Mejor Documental Internacional, Izdoc 2022, Turquía (El silencio del Topo)
- Premio Coral Especial del Jurado, Festival de Cine de La Habana 2022, Cuba (El silencio del Topo)
- Mejor Documental Centroamericano, Festival ICARO 2022, Guatemala (El silencio del Topo)
- Mejor Documental, Festival LatinUy Operas primas 2022, Uruguay (El silencio del Topo)
- Mención temática, FESAALP- Festival de Cine Latinoamericano de La Plata, Argentina (El silencio del Topo)
- Mención Especial, Festival de Cine Ibero-Latinoamericano de Trieste, Italia (El silencio del Topo)
- Premio Derechos Humanos, Festival Latinoamericano de Cine de Rosario, Argentina (El silencio del Topo)
- Best Documentary Ibero-LatinAmerican Film Festival of Yale, US (El silencio del Topo)
- Mejor película Iberoamericana en los Premios Macondo 2022, Academia de las Artes y Ciencias Cinematográficas de Colombia (El silencio del Topo)
- Mejor Opera Prima, Atlantidoc 2022, Uruguay (El silencio del Topo)
- Audience Awards, Festival Majordocs 2022, España (El silencio del Topo)
- Premio Pukañawi, Ojo Latinoamericano, Festival International de Derechos Humanos de Sucre, Bolivia (El silencio del Topo)
- Mejor Documental Internacional, Acampadoc 2022, Panamá (El silencio del Topo)
- Best Documentary Jury Award, Cines las Americas International Film Festival 2022, US (El silencio del Topo)
- Special Jury Prize, Jeonju International Film Festival 2022, Corea del Sur, (El silencio del Topo)
- LASA Award of Merit in Film, LASA Film Festival 2022, US, (El silencio del Topo)
- Premio del Público Docs Jalisco 2022, México, (El silencio del Topo)
- Biznaga de Plata Mejor Documental, Festival Internacional de Cine de Málaga, España, (El silencio del Topo)
- "Gilda Vieira De Mello Award" Documental de creación, FIFDH 2022, Suiza, (El silencio del Topo)
- Best Documentary, New Creator Film Awards 2022, US, (El silencio del Topo)
- Premio del jurado mejor documental "Nuestra América", Docs Mx 2021, México (El silencio del Topo)
- Mención especial Truth Dox Competition, Dokufest 2021, Kosovo,  (El silencio del Topo)
- Premio Tim Hetherington Award, Sheffield DocFest 2021, UK, (El silencio del Topo)
- Premio del Público al mejor cortometraje en el Festival Pantalla Latina, Suiza, (Entre voces).

- Premio del Público al mejor cortometraje en Festival Internacional de Cine Amnistía Internacional de los Derechos Humanos, (Entre voces).

- Premio al Mejor Cortometraje Documental del Central American International Film Festival de Los Ángeles, Estados Unidos (Entre voces).

- Mención Honorífica en el Festival Internacional de Cortometrajes El Heraldo, Honduras (Entre voces).

- Mejor Cortometraje creativo en el Concurso de cortometrajes sobre Derechos Humanos, UDEFEGUA, Guatemala (Entre voces).

- Premio al Mejor Mediometraje Documental en el FICMAYAB’ Festival Internacional de Cine de los Pueblos Indígenas y Originarios, 2018 (20 años después).

- Premio al Mejor Documental en el Festival Internacional de Cine de Derechos Humanos de Panamá - BannabáFest, 2018 (Entre voces).

- Premio a mejor cortometraje documental en el Festival Internacional de Cine sobre Derechos Humanos de Colombia, 2019 (Desenredar el ser).